# 須田正己

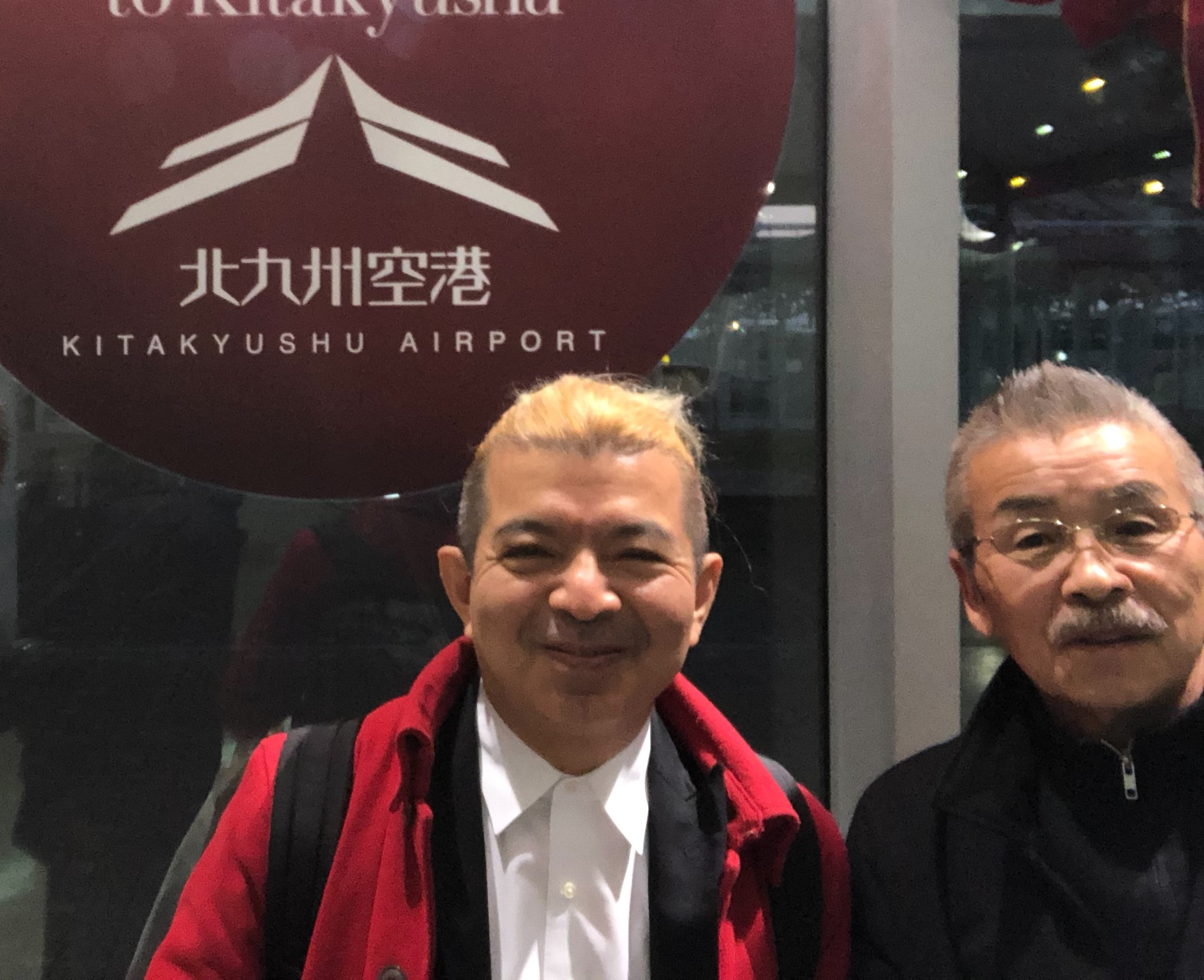
須田（右）、YANAGIMAN（左）（於北九州機場，2017年拍攝）。

須田正己（日语：／ Suda Masami，1943年9月16日—2021年8月1日），日本男性動畫師、人物設計師。日本動畫製作者協會（JAniCA）會員。出身於埼玉縣。

## 人物
須田正己經過熟人介紹，加入了龍之子製作公司。但4個月後，他離開了公司，因為他被安排擔任製作進行的司機，而不是動畫工作人員。隨後，他參加了A Productions（現SHIN-EI動畫）的應徵考試。他在那裡接受了培訓，然後在TAMA PRODUCTION工作，之後成為自由工作者。此後，他參與了龍之子和東映動畫的許多作品，並從《紅三四郎》開始全心投入其中。在培訓期間，他與中村英一（前SHIN-EI動畫作畫部長）等新人一起加入了公司。
他的繪畫技巧備受讚譽，並經常被選中為總導演鳥海永行執導的《科學小飛俠》劇集作畫。湖川友謙評價他「從未見過比他更熟練的人」。
30歲時，他因自律神經失調而病倒，讓他一直堅守著不熬夜工作的座右銘。即使在他成為自由工作者後唯一一次在東映動畫工作期間，他也堅持早上9點起床，下午5點回家。
2016年4月，他獲得「NEMOLAND LEGEND AWARD」。2018年，他獲得「東京動畫獎節2018」動畫功勞部門獎。
2020年7月，他被診斷出罹患攝護腺癌，為了專心治療，他反覆入院出院，但病情在2021年7月惡化。
2021年8月1日，他在家中去世。享壽77歲。

## 參加作品

### 電視動畫
1967年
- 馬赫GoGoGo (1967年版)（動畫）[2]
- 萬能怪獸（作畫）

1969年
- 紅三四郎（日语：紅三四郎）（動畫）[8]
- 噴嚏大魔王（作畫）[12]

1970年
- 昆蟲物語 孤兒哈奇（原畫）[2]

1971年
- 動畫紀錄片 決斷（原畫、動畫）

1972年
- 科學小飛俠（原畫、動畫）[3]
- 橡樹摩克（日语：樫の木モック）（OP動畫）

1974年
- 破裡拳旋風俠（日语：破裏拳ポリマー）（原畫、動畫）

1975年
- 宇宙騎士（原畫）
- 時間飛船（OP動畫）

1976年
- 太空五小義 哥頓（作畫監督）
- 無敵龍捲風（原畫）
- 小甜甜（OP動畫）

1977年
- 超人戰隊巴拉達（作畫監督）

1978年
- 太空西遊記（人物設定[13]、作畫監督）
- 科學小飛俠II（OP動畫）

1979年
- 科學小飛俠F（作畫監督）
- 尚·萬強物語（日语：ジャン・バルジャン物語）（人物設定、作畫監督）

1980年
- 加油元氣（日语：がんばれ元気）（作畫監督）
- 時空巡警隊救助超人（日语：タイムパトロール隊オタスケマン）（原畫）
- 萬能戰士無比敵（原畫作監）

1981年
- 黃金戰士Gold Lightan（OP動畫）

1982年
- 帕塔里洛（日语：パタリロ!）（作畫監督）

1983年
- 騎士愛我（日语：愛してナイト）（OP動畫）

1984年
- 北斗神拳（人物設定、作畫監督）[3]

1988年
- 魁!! 男塾（人物設定[14]、作畫監督）[2]
- 甜蜜小天使 (1988年版)（作畫監督）

1990年
- 功夫貓黨（OP動畫、作畫監督）

1992年
- 妙廚老爹（OP動畫）
- 宇宙騎士騎格武士利刃（作畫監督、原畫）

1993年
- 灌籃高手（作畫監督）[3]

1994年
- 白雪公主的傳說（日语：白雪姫の伝説）（OP動畫）

1996年
- 靈異教師神眉（作畫監督）
- 灰姑娘物語（OP動畫、作畫監督）

1997年
- 甜心戰士F（作畫監督）[2]
- 馬赫GoGoGo (1997年版)（人物設定、作畫監督）

1998年
- 時空轉抄納斯卡（作畫監督、原畫）
- 遊☆戲☆王（作畫監督）

1999年
- 神風怪盗貞德（作畫監督）
- 城市獵人 緊急插播!? 惡徒冴羽獠的死期（原畫）

2000年
- 時間飛船2000 怪盗閃亮超人（日语：タイムボカン2000 怪盗きらめきマン）（OP動畫）

2001年
- 上班族金太郎（人物設定）

2003年
- F-ZERO 法爾康傳說（日语：F-ZERO ファルコン伝説）（作畫監督）

2004年
- 完美超人Joe（作畫監督）

2006年
- 內閣權力犯罪強制取締官 財前丈太郎（日语：内閣権力犯罪強制取締官 財前丈太郎）（人物設定、總作畫監督）
- MUSASHI -GUN道-（人物設定）

2007年
- 旋風管家（原畫）
- BAMBOO BLADE（原畫）

2008年
- Keroro軍曹（作畫監督）

2010年
- 逆轉監督（作畫監督、原畫）

2014年
- 妖怪手錶（人物設定）[3]

2015年
- 魯邦三世 PART IV（原畫）

### 電影動畫
1980年
- 劇場版 奔向地球（人物設定、作畫監督）

1982年
- FUTURE WAR 198X年（日语：FUTURE WAR 198X年）（作畫監督）
- 怪博士與機器娃娃：“吼唷唷！”宇宙大冒險（日语：Dr.SLUMP ほよよ! 宇宙大冒険）（原畫）

1983年
- 怪博士與機器娃娃：吼唷唷！世界一周大賽車（日语：Dr.スランプ アラレちゃん ほよよ!世界一周大レース）（原畫）

1984年
- 怪博士與機器娃娃：吼唷唷！納納巴城的寶藏（日语：Dr.スランプ アラレちゃん ほよよ!ナナバ城の秘宝）（原畫）

1985年
- 怪博士與機器娃娃：吼唷唷！夢的大都會（日语：Dr.スランプ アラレちゃん ほよよ!夢の都メカポリス）（原畫）

1986年
- 劇場版 北斗神拳（日语：北斗の拳 (1986年の映画)）（原畫、作畫監督）
- 七龍珠：神龍傳說（原畫）

1988年
- 劇場版 魁!! 男塾（人物設定、作畫監督、原畫）

2000年
- 太陽之法 The Laws of the Sun（日语：太陽の法#アニメ映画）（作畫）

2003年
- 黃金之法 The Golden Laws（日语：黄金の法#アニメ映画）（作畫監督）

2009年
- 佛陀再誕 -The REBIRTH of BUDDHA（日语：仏陀再誕#アニメ映画）（作畫監督）

2012年
- 神秘之法 The Mystical Laws（日语：神秘の法）（總作畫監督）

2014年
- 劇場版 妖怪手錶：誕生的秘密喵！（人物設定）

2015年
- UFO學園的秘密（日语：UFO学園の秘密）（人物設定）

2018年
- 宇宙之法 黎明篇（日语：宇宙の法 黎明編）（人物設定）

### OVA
1989年
- 銀河英雄傳說（作畫監督、原畫）
- The Hard BOUNTY HUNTER（日语：ザ・ハード）（人物設定）
- 不良少年烈風隊（日语：ヤンキー烈風隊）（原畫）

1991年
- 我的天空 刑事篇（日语：俺の空#オリジナルアニメ）（人物設定、作畫監督）
- 暗黑之貓（日语：ダークキャット）（人物設定）
- 迷走王BORDER 社會賦歸篇（日语：迷走王 ボーダー）（原畫）

1992年
- 鴉天狗KA·BU·TO 黃金之眼的野獸（原畫）

1994年
- 宇宙騎士騎格武士利刃II（作畫監督）

1997年
- 旭日艦隊（日语：旭日の艦隊）（人物設定、作畫監督）

## 腳註

## 外部連結
- 須田正己｜Flourish Entertainmen （日語）